# Ardennes American Cemetery and Memorial
Ardennes American Cemetery and Memorial (dt.: Amerikanischer Friedhof mit Gedenkstätte in den Ardennen) ist ein, von der American Battle Monuments Commission erbauter und betreuter Soldatenfriedhof für 5328 amerikanischen Soldaten, die im Zweiten Weltkrieg hier gefallen sind. Die Kriegsgräberstätte liegt westlich des belgischen Ortes Neupré, auch als Neuville-en-Condroz bekannt, und etwa 20 Kilometer südwestlich von Lüttich.

## Entstehungsgeschichte
Die hier beigesetzten Amerikaner haben an den Kämpfen im Rahmen der Ardennenoffensive vom 16. Dezember 1944 bis zum 25. Januar 1945 ihr Leben verloren. An dieser Schlacht waren Soldaten aus der 1., 3., 7. und 9. US-Armee beteiligt. Ein vorläufiger Gefallenenfriedhof wurde am 8. Februar 1945 in der Nähe des Ortes Neupré angelegt. Die Hinterbliebenen erbaten nach Kriegsende eine angemessene Ruhestätte, daraufhin wurden die sterblichen Überreste identifiziert und registriert. Die Kommission genehmigte schließlich den Plan und legte die architektonische Gestaltung fest.

## Allgemeine Beschreibung
Von der Zufahrt zum Soldatenfriedhof fällt der Blick auf einen großen würfelförmigen Bau mit abgestuftem Sockel. In Verlängerung der Sichtachse steht ein Fahnenmast, an ihm hängt eine überdimensionale amerikanische Nationalflagge. Der Friedhof erstreckt sich über 36 Hektar, die Grabfelder sind in der Form eines griechischen Kreuzes angeordnet. Das Gelände wird durch mehrere Baumreihen abgegrenzt und ist überwiegend mit Rasen bewachsen. Die Architekten Reinhard, Hofmeister & Walquist aus New York City übernahmen die Baumaßnahmen, den landschaftliche Entwurf und die Gestaltung wurden durch Richard K. Webel aus Roslyn, Long Island ausgeführt. Die künstlerische Gestaltung des Denkmals wurde von C. Paul Jennewein aus New York City ausgeführt. Die Erbauung des Friedhofs und der Gedenkstätte wurde 1962 abgeschlossen.

## Das Ehrenmal

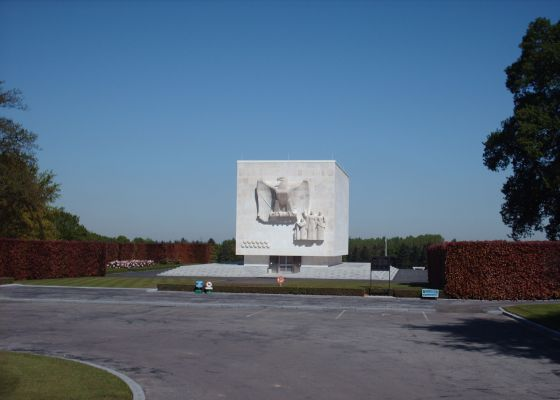
Das Ehrenmal

Das Ehrenmal, gebaut aus Portlandsteinen ist in Form eines großen Quader errichtet, der auf einem Sockel steht, zu dem sieben Stufen aus Granit führen. Auf der Südseite ist ein Relief eingearbeitet, welches das Wappentier, den Weißkopfseeadler, darstellt. Die neben ihm eingearbeiteten Skulpturen symbolisieren die Gerechtigkeit, Freiheit und Wahrheit. Unter dem Adler und den Skulpturen sind dreizehn Sterne eingearbeitet, welche die Vereinigten Staaten symbolisiert. An der Außenseite des Ehrenmals sind auf zwölf Granitplatten die Namen von 462 Soldaten festgehalten, deren sterblichen Überreste nie geborgen oder identifiziert werden konnten. Auf der Rückwand des Quaders sind, um einen Helm gruppiert, die Truppenwappen der Großverbände angebracht, die an der Ardennenoffensive beteiligt waren. Darunter wurde der folgende Text eingraviert:
TO THE SILENT HOST

WHO ENDURED ALL AND GAVE ALL

THAT MANKIND MIGHT LIVE

IN FREEDOM AND IN PEACE

AN DIE STUMMEN HEERSCHAREN

DIE VIEL ERTRAGEN HABEN UND ALLES GABEN

DIE MENSCHHEIT MÖGE

IN FREIHEIT UND FRIEDEN LEBEN
Die Eingangstüren zum Ehrenmal bestehen aus blankem Stahl und trägt die Jahreszahlen 1941–1945, die Wände sind mit großen Landkarten ausgestattet, auf denen die militärischen Operationen dargestellt werden. Die taktischen Bewegungen wurden in Bronzelettern und Mosaiken eingearbeitet, auf weiteren Tafeln wird die Ardennenoffensive auf Englisch, Französisch und Flämisch beschrieben.

## Grabstätten und gärtnerische Gestaltung

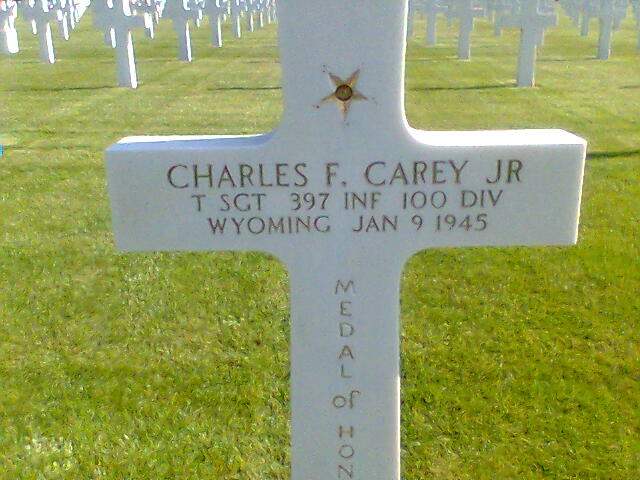
Grabstätte mit Kreuz und Hinweis auf den Träger der Ehrenmedaille

Das Gräberfeld ist in der Form des griechischen Kreuzes aufgeteilt, dieses wird wiederum in einzelne Parzellen unterteilt. Auf den aus Marmor errichteten Kreuzen, sind der Name, der Dienstgrad, die Einheit, der Bundesstaat und das Sterbedatum eingraviert. In besonderen Fällen ist für die Träger der „Medal of Honor“ im oberen Balken des Kreuzes ein goldener Stern eingearbeitet.

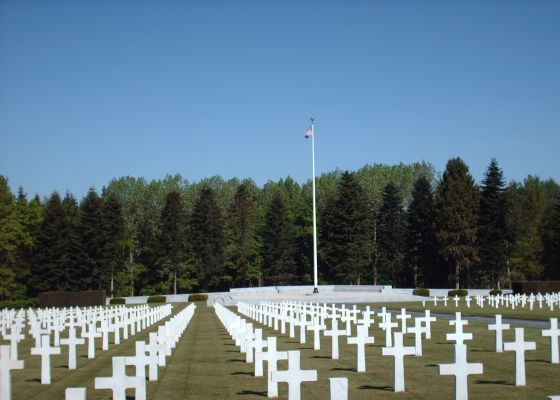
In Kreuzform angeordnete Gräberreihen

Dichte Baumreihen rahmen das Ardennes American Cemetery and Memorial ein und schließen es nach außen hin ab, das Gelände ist leicht nach Norden hin abfallend. Somit steht das Ehrenmal mit der Kapelle auf einer kleinen Anhöhe, von hier aus erhält man einen Gesamteindruck über die Größe des Geländes. Als Baumbepflanzung wurden die Eiche, die Buche und die Esche ausgewählt, während an der Straßenseite überwiegend Linden zu finden sind.

## Die Kapelle
Im nördlichen Bereich des Würfelkomplexes ist die Kapelle errichtet, im Innenraum an der Westwand sind die Jahreszahlen 1941–1945 und der folgende Text eingearbeitet:
IN PROUD REMEMBRANCE OF THE ACHIEVEMENTS OF HER SONS

AND IN HUMBLE TRIBUTE TO THEIR SACRIFICES THIS MEMORIAL HAS BEEN ERECTED BY

THE UNITED STATES OF AMERICA

IM STOLZEN GEDENKEN AN DIE LEISTUNG IHRER SÖHNE

UND IN DEMÜTIGER BESCHEIDENHEIT ZU DEN OPFERN WURDE DIESES EHRENMAL

VON DEN VEREINIGTEN STAATEN VON AMERIKA ERRICHTET
An der gegenüber stehenden Wand wurde ein verkürztes Gebet von Kardinal Newman eingraviert:
O LORD SUPPORT US ALL THE DAY LONG

UNTIL THE SHADOWS LENGTHEN

AND OUR WORK IS DONE

THEN IN THY MERCY GRANT US

A SAFE LODGING AND A HOLY REST

AND PEACE AT THE LAST

O HERR HILF UNS DEN GANZEN TAG

BIS ER SICH NEIGET

UND UNSERE ARBEIT GETAN IST

ERFÜLLE UNS MIT GNADE

GEBE IHNEN EINE HEILIGE RUHE

UND FRIEDEN BIS ZUM ENDE